# 무명 독립 전쟁 군인의 무덤

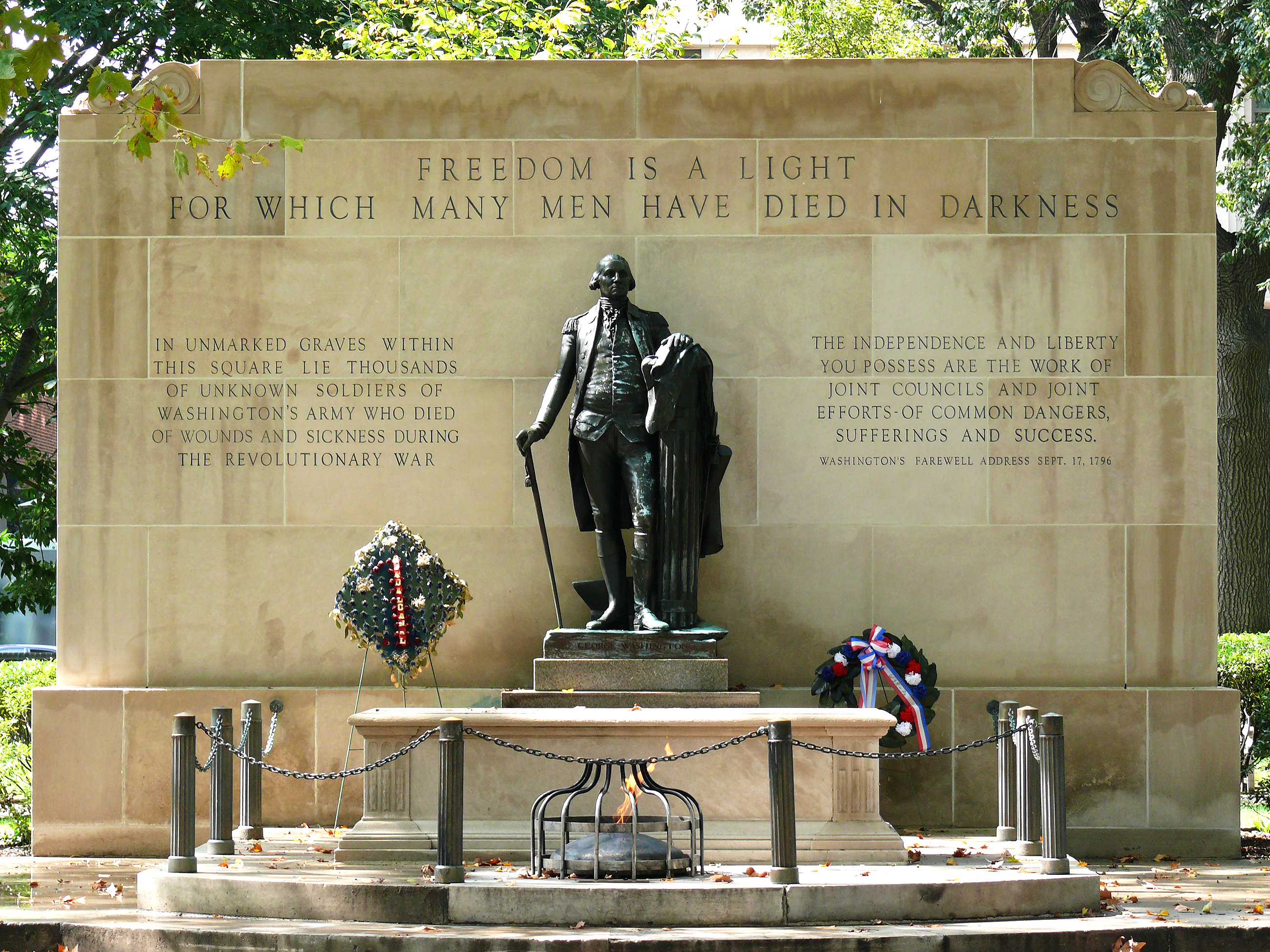
필라델피아의 무명 용사의 무덤

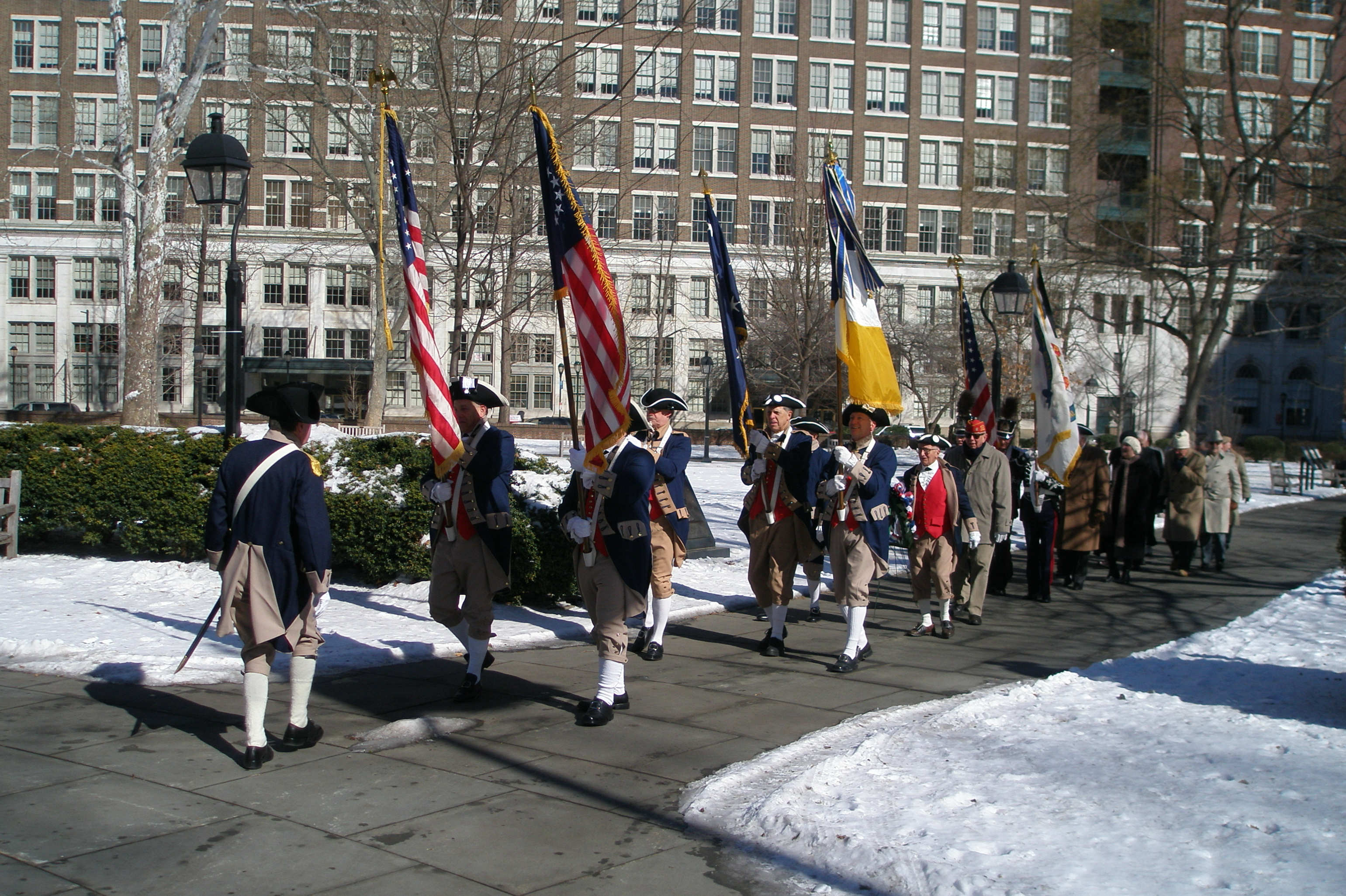
조지 워싱턴 탄생 기념식에 참여한 SAR 필라델피아 대륙 지부

무명 독립 전쟁 군인의 무덤(영어: Tomb of the Unknown Revolutionary War Soldier)은 미국 독립 혁명 무명 용사의 무덤(영어: Tomb of the Unknown Soldier of the American Revolution)으로도 알려져 있으며, 펜실베이니아주 필라델피아의 워싱턴 스퀘어 내에 위치한 전쟁기념물이다. 이 기념물은 미국 독립 전쟁 중 사망한 수천 명의 군인들을 기리며, 이들 중 다수는 광장의 집단 매장지에 묻혔다. 이 무덤과 워싱턴 스퀘어는 독립역사공원의 일부이다.
기념물은 1954년에 워싱턴 스퀘어 기획 위원회에서 처음 구상되었고 1957년에 완성되었다. 이 기념물은 건축가 G. 에드윈 브럼바우가 설계했으며, 영원한 불꽃과 장 앙투안 우동이 제작한 조지 워싱턴 동상의 청동 주조물이 기념물의 중심을 이룬다. 무덤에는 고고학적 조사를 통해 광장 아래에서 발굴된 유해가 포함되어 있다. 유해는 한 군인의 것이지만, 그가 식민지인이었는지 영국인이었는지는 불확실하다. 광장과 주변 지역 아래에 묻힌 시신들의 정확한 수는 알 수 없다. 건설 및 유지보수 작업 중에도 유해가 여전히 발견되는 경우도 있다.
무덤 측면에는 다음 문구가 새겨져 있다:
- "자유는 많은 사람이 어둠 속에서 죽어간 빛이다"
- "당신이 가진 독립과 자유는 공동의 위험, 고통, 성공을 함께하며 이룬 협력적인 의회와 공동의 노력의 결과이다." (조지 워싱턴의 고별 연설, 1796년 9월 17일)
- "이 광장의 표시 없는 무덤에는 독립 전쟁 중 부상과 질병으로 사망한 워싱턴 군의 수천 명의 무명 병사들이 잠들어 있다."

무덤의 명판에는 다음과 같이 적혀 있다:
- "이 돌 아래에는 당신에게 자유를 주기 위해 죽은 워싱턴 군의 병사가 잠들어 있다."

## 기물 파손
2020년 6월 12일, 무덤에 누군가가 "집단 학살을 저질렀다"고 스프레이 페인트를 뿌려 기물이 파손되는 사건이 발생했다.

## 같이 보기
- 필라델피아의 공공 미술 목록
- 조지 워싱턴 동상 목록
- 미국 대통령 조각상 목록
- 미국 독립 전쟁의 펜실베이니아